# دوسالده
دوسالده، روستایی از توابع بخش خورگام شهرستان رودبار در استان گیلان ایران است.

## جمعیت
این روستا در دهستان خورگام قرار دارد و براساس سرشماری مرکز آمار ایران در سال ۱۳۸۵، جمعیت آن ۴۵۸ نفر (۱۳۰خانوار) بوده‌است.